# 1. Fußballclub Union Berlin 1996-1997
Questa voce raccoglie le informazioni riguardanti il 1. Fußballclub Union Berlin nelle competizioni ufficiali della stagione 1996-1997.

## Stagione
Nella stagione 1996-1997 l'Union Berlino, allenato da Karsten Heine, concluse il campionato di Regionalliga nordest al 5º posto.

## Rosa
| N. |                     | Ruolo | Calciatore      |
| -- | ------------------- | ----- | --------------- |
| 2  | Germania (bandiera) | D     | Gert Müller     |
| 13 | Germania (bandiera) | A     | Georg Froese    |
| 14 | Germania (bandiera) | D     | Lars Heller     |
|    | Germania (bandiera) | P     | Oskar Kosche    |
|    | Germania (bandiera) | P     | Conny Wieland   |
|    | Germania (bandiera) | D     | David Bergner   |
|    | Germania (bandiera) | D     | Gerald Klews    |
|    | Germania (bandiera) | D     | Sven Meyer      |
|    | Germania (bandiera) | D     | Tom Persich     |
|    | Germania (bandiera) | D     | Frank Placzek   |
|    | Germania (bandiera) | C     | Stephan Nevoigt |

| N. |                     | Ruolo | Calciatore       |
| -- | ------------------- | ----- | ---------------- |
|    | Germania (bandiera) | C     | Daniel Petrowsky |
|    | Germania (bandiera) | C     | Torsten Petzold  |
|    | Germania (bandiera) | C     | Rene Sebastian   |
|    | Albania (bandiera)  | C     | Ervin Skela      |
|    | Germania (bandiera) | C     | Roland Wendt     |
|    | Germania (bandiera) | A     | Thorsten Boer    |
|    | Germania (bandiera) | A     | Ronny Jank       |
|    | Germania (bandiera) | A     | Marco Küntzel    |
|    | Germania (bandiera) | A     | Nico Patschinski |
|    | Germania (bandiera) | A     | Norman Struck    |

## Organigramma societario
Area tecnica
- Allenatore: Karsten Heine
- Allenatore in seconda:
- Preparatore dei portieri:
- Preparatori atletici:
- Analisi video:

## Calciomercato

### Sessione estiva
| Acquisti | Acquisti         | Acquisti       | Acquisti |
| R.       | Nome             | da             | Modalità |
| -------- | ---------------- | -------------- | -------- |
| D        | Sven Meyer       | Hertha Berlino |          |
| C        | Daniel Petrowsky | BFC Dynamo     |          |

| Cessioni | Cessioni           | Cessioni         | Cessioni |
| R.       | Nome               | a                | Modalità |
| -------- | ------------------ | ---------------- | -------- |
| C        | Jörg Schwanke      | LR Ahlen         |          |
| A        | Sergej Barbarez    | Hansa Rostock    |          |
| A        | Marek Czakon       | Waldhof Mannheim |          |
| D        | Frank Deville      | Saarbrücken      |          |
| C        | Jacek Frąckiewicz  | TeBe Berlino     |          |
| D        | Jens Härtel        | Zwickau          |          |
| D        | Rayk Schröder      | Monaco 1860      |          |
| D        | Andreas Zimmermann | LR Ahlen         |          |

### Sessione invernale
| Acquisti | Acquisti | Acquisti | Acquisti |
| R.       | Nome     | da       | Modalità |
| -------- | -------- | -------- | -------- |

| Cessioni | Cessioni     | Cessioni      | Cessioni |
| R.       | Nome         | a             | Modalità |
| -------- | ------------ | ------------- | -------- |
| D        | Marko Rehmer | Hansa Rostock |          |

## Risultati

### Regionalliga

#### Girone di andata
| Arbitro: | Keßler |

|            |           |  |
| Rehmer 45’ | Marcatori |  |

| Arbitro: | Reck |

|  |           |                                          |
|  | Marcatori | 28’ Rehmer 36’ Meyer 47’ Klews 78’ Skela |

| Berlino 18 agosto 1996, ore 14:00 CEST 3ª giornata | Union Berlino | 0 – 0 referto | TeBe Berlino | Stadio An der Alten Försterei (4 622 spett.)\| Arbitro: \| Robel \| |
| Arbitro:                                           | Robel         |               |              |                                                                     |

| Arbitro: | Sturm |

|               |           |                           |
| Cornelius 18’ | Marcatori | 82’ Patschinski 88’ Klews |

| Arbitro: | Schößling |

|  |           |                         |
|  | Marcatori | 62’ Petrowsky 84’ Klews |

| Arbitro: | Kruse |

|  |           |                                                    |
|  | Marcatori | 21’ Zimmerling 48’ Melzig 67’ Kronhardt 86’ Benken |

| Plauen 15 settembre 1996, ore 14:00 CEST 7ª giornata | Plauen      | 0 – 0 referto | Union Berlino | Vogtlandstadion (2 800 spett.)\| Arbitro: \| Spickenagel \| |
| Arbitro:                                             | Spickenagel |               |               |                                                             |

| Arbitro: | Dommaschk |

|                        |           |            |
| Meyer 9’ Boer 51’, 73’ | Marcatori | 77’ Ludwig |

| Arbitro: | Augar |

|  |           |                                                           |
|  | Marcatori | 44’, 75’ Boer 61’ Küntzel 65’ Struck 81’ Rehmer 84’ Klews |

| Berlino 6 ottobre 1996, ore 14:00 CEST 10ª giornata | Union Berlino | 0 – 0 referto | Lok Stendal | Stadio An der Alten Försterei (1 515 spett.)\| Arbitro: \| Junghof \| |
| Arbitro:                                            | Junghof       |               |             |                                                                       |

| Arbitro: | Spickenagel |

|           |           |                                 |
| Sadlo 25’ | Marcatori | 13’ Struck 70’ Klews 90’ Rehmer |

| Arbitro: | Voigt |

|             |           |  |
| Persich 84’ | Marcatori |  |

| Arbitro: | Fleske |

|             |           |  |
| Ziffert 84’ | Marcatori |  |

| Berlino 9 novembre 1996, ore 14:00 CET 14ª giornata | Union Berlino | 0 – 0 referto | Dinamo Dresda | Stadio An der Alten Försterei (3 076 spett.)\| Arbitro: \| Robel \| |
| Arbitro:                                            | Robel         |               |               |                                                                     |

| Arbitro: | Haack |

|           |           |                        |
| Jopek 69’ | Marcatori | 33’ Rehmer 90’ Küntzel |

| Arbitro: | Bley |

|  |           |                             |
|  | Marcatori | 24’ Hebestreit 83’ Drahunov |

| Arbitro: | Brügmann |

|           |           |                          |
| Thieme 1’ | Marcatori | 5’, 38’, 90’ Patschinski |

#### Girone di ritorno
| Arbitro: | Haack |

|                |           |                        |
| Kretschmer 72’ | Marcatori | 49’ Petzold 62’ Struck |

| Arbitro: | Kiefer |

|                     |           |             |
| Müller 5’ Skela 28’ | Marcatori | 32’ Goschin |

| Arbitro: | Schößling |

|                                    |           |  |
| Coralic 28’ Can 58’ Momirovski 60’ | Marcatori |  |

| Arbitro: | Richter |

|                       |           |  |
| Struck 8’ Küntzel 90’ | Marcatori |  |

| Arbitro: | Sax |

|                        |           |            |
| Küntzel 18’ Struck 59’ | Marcatori | 40’ Skerka |

| Arbitro: | Keßler |

|                                         |           |  |
| Konetzke 53’ Irrgang 81’ Zimmerling 89’ | Marcatori |  |

| Arbitro: | Brügmann |

|  |           |                    |
|  | Marcatori | 3’ Starke 56’ Weiß |

| Arbitro: | Endmann |

|                 |           |  |
| Gorges 41’, 74’ | Marcatori |  |

| Berlino 28 marzo 1997, ore 14:00 CET 26ª giornata | Union Berlino | 0 – 0 referto | FC Berlino | Stadio An der Alten Försterei (2 175 spett.)\| Arbitro: \| Blumenstein \| |
| Arbitro:                                          | Blumenstein   |               |            |                                                                           |

| Arbitro: | Reck |

|  |           |             |
|  | Marcatori | 84’ Placzek |

| Arbitro: | Weber |

|  |           |           |
|  | Marcatori | 54’ Sadlo |

| Arbitro: | Voigt |

|                        |           |          |
| Aračić 20’ Ullmann 69’ | Marcatori | 37’ Boer |

| Arbitro: | Koop |

|                                           |           |                         |
| Küntzel 7’ Skela 10’ Klews 52’ Struck 73’ | Marcatori | 25’ Ziffert 43’ Golovan |

| Arbitro: | Kruse |

|              |           |                              |
| Gütschow 69’ | Marcatori | 35’ Küntzel 57’ (rig.) Skela |

| Arbitro: | Sturm |

|                                  |           |               |
| Küntzel 26’ Boer 33’ Nevoigt 83’ | Marcatori | 70’ Schmelzer |

| Arbitro: | Bley |

|                                                           |           |                          |
| Weißhaupt 34’ (rig.), 61’ Hebestreit 40’, 82’ Bärwolf 49’ | Marcatori | 30’, 37’ Struck 85’ Jank |

| Arbitro: | Endmann |

|                        |           |  |
| Nevoigt 52’ Struck 72’ | Marcatori |  |

## Statistiche

### Statistiche di squadra
| Competizione         | Punti | In casa | In casa | In casa | In casa | In casa | In casa | In trasferta | In trasferta | In trasferta | In trasferta | In trasferta | In trasferta | Totale | Totale | Totale | Totale | Totale | Totale | DR  |
| Competizione         | Punti | G       | V       | N       | P       | Gf      | Gs      | G            | V            | N            | P            | Gf           | Gs           | G      | V      | N      | P      | Gf     | Gs     | DR  |
| -------------------- | ----- | ------- | ------- | ------- | ------- | ------- | ------- | ------------ | ------------ | ------------ | ------------ | ------------ | ------------ | ------ | ------ | ------ | ------ | ------ | ------ | --- |
| Regionalliga nordest | 62    | 17      | 9       | 4       | 4       | 20      | 15      | 17           | 10           | 1            | 6            | 31           | 22           | 34     | 19     | 5      | 10     | 51     | 37     | +14 |
| Totale               | 62    | 17      | 9       | 4       | 4       | 20      | 15      | 17           | 10           | 1            | 6            | 31           | 22           | 34     | 19     | 5      | 10     | 51     | 37     | +14 |

### Andamento in campionato
| Giornata  | 1 | 2 | 3 | 4 | 5 | 6 | 7 | 8 | 9 | 10 | 11 | 12 | 13 | 14 | 15 | 16 | 17 | 18 | 19 | 20 | 21 | 22 | 23 | 24 | 25 | 26 | 27 | 28 | 29 | 30 | 31 | 32 | 33 | 34 |
| --------- | - | - | - | - | - | - | - | - | - | -- | -- | -- | -- | -- | -- | -- | -- | -- | -- | -- | -- | -- | -- | -- | -- | -- | -- | -- | -- | -- | -- | -- | -- | -- |
| Luogo     | C | T | C | T | T | C | T | C | T | C  | T  | C  | T  | C  | T  | C  | T  | T  | C  | T  | C  | C  | T  | C  | T  | C  | T  | C  | T  | C  | T  | C  | T  | C  |
| Risultato | V | V | N | V | V | P | N | V | V | N  | V  | V  | P  | N  | V  | P  | V  | V  | V  | P  | V  | V  | P  | P  | P  | N  | V  | P  | P  | V  | V  | V  | P  | V  |
| Posizione | 6 | 2 | 2 | 3 | 2 | 2 | 3 | 3 | 2 | 2  | 2  | 2  | 3  | 3  | 3  | 3  | 3  | 3  | 3  | 4  | 4  | 3  | 4  | 5  | 5  | 5  | 5  | 6  | 7  | 6  | 5  | 5  | 5  | 5  |

Legenda:

Luogo: C = Casa; T = Trasferta. Risultato: V = Vittoria; N = Pareggio; P = Sconfitta.

### Statistiche dei giocatori
| D. Bergner     | 27 | 0 | 6 | 0 |
| T. Boer        | 19 | 6 | 4 | 0 |
| G. Froese      | 2  | 0 | 0 | 0 |
| L. Heller      | 1  | 0 | 0 | 0 |
| R. Jank        | 26 | 1 | 1 | 0 |
| G. Klews       | 29 | 6 | 5 | 0 |
| O. Kosche      | 32 | 0 | 0 | 0 |
| M. Küntzel     | 30 | 7 | 5 | 0 |
| S. Meyer       | 22 | 2 | 4 | 0 |
| G. Müller      | 17 | 1 | 1 | 0 |
| S. Nevoigt     | 14 | 2 | 1 | 0 |
| N. Patschinski | 17 | 4 | 4 | 0 |
| T. Persich     | 26 | 1 | 4 | 0 |
| D. Petrowsky   | 33 | 1 | 7 | 0 |
| T. Petzold     | 29 | 1 | 4 | 2 |
| F. Placzek     | 18 | 1 | 4 | 0 |
| M. Rehmer      | 16 | 5 | 5 | 0 |
| J. Schwanke    | 9  | 0 | 4 | 1 |
| R. Sebastian   | 5  | 0 | 0 | 0 |
| E. Skela       | 28 | 4 | 1 | 0 |
| N. Struck      | 33 | 9 | 9 | 0 |
| R. Wendt       | 26 | 0 | 7 | 0 |
| C. Wieland     | 3  | 0 | 0 | 0 |